# Maladie de Menkès
 (octobre 2012).
 Mise en garde médicale

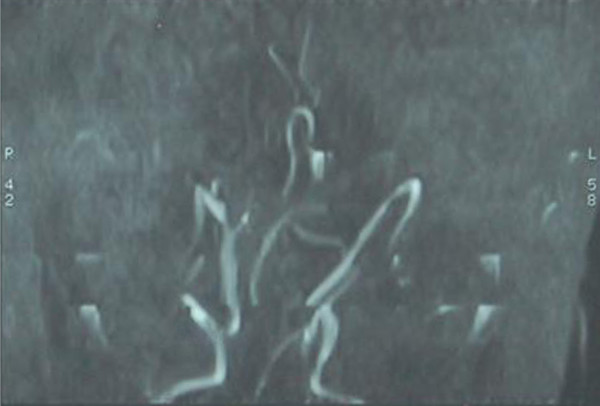
Angiographie cérébrale montrant des vaisseaux sanguins anormalement tortueux, avec des flexions “en épingle à cheveux”

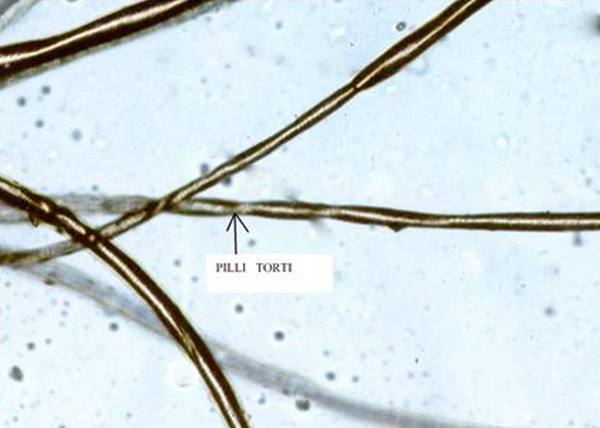
Cheveux d'un patient vu au microscope, montrant le signe du Pilli torti

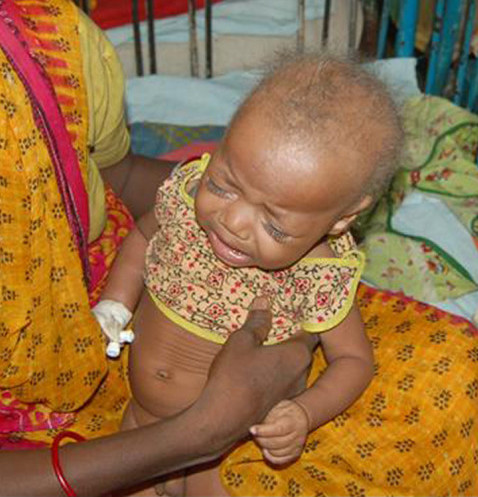
Cheveux d'un jeune enfant porteur de la maladie

La maladie de Menkès est un trouble du métabolisme du cuivre résultant d’une mutation du gène codant l’enzyme responsable du transport intracellulaire du cuivre.

Les principales manifestations sont neurologiques, accompagnées d'un changement de la texture des cheveux caractéristique de la maladie.

## Autres noms
- Kinky hair syndrome

## Étiologie
Mutation du gène MNK (en) 300011 localisé sur le locus q13.3  du chromosome X codant une protéine transporteuse du cuivre.

Le trouble enzymatique entraîne une baisse ou une augmentation de la concentration tissulaire du cuivre et une baisse de l’activité enzymatique ayant le cuivre comme coenzyme comme la dopamine bêta hydroxylase (DBH) et la lysyle oxydase.

## Incidence et prévalence
L’incidence de cette maladie est de un enfant sur 300 000 naissances soit 2 par an en France.

## Description
Le garçon nouveau-né présente un retard de croissance intra-utérin  et ne présente aucune manifestation. Vers l’âge de deux à trois mois, une hypotonie, un arrêt du développement neurologique et de la croissance, des convulsions avec microcéphalie apparaissent. Parallèlement, les cheveux présentent les caractéristiques de la maladie : clairsemés, courts, torsadés, épais et légèrement pigmentés.
Le diagnostic est fait habituellement vers huit mois.
La progression de la maladie entraîne une détérioration neurologique profonde avec un décès vers l’âge de quatre ans.
Cette maladie ne touche plus forcément que les garçons, une petite fille française exprime elle aussi la maladie.
Une association sur la maladie de Menkès existe aujourd'hui.

## Diagnostic

### Clinique
- Mâchoire grossière avec joues pendantes
- Dépression de la partie basse du sternum
- Hernie ombilicale ou inguinale
- Manifestations neurologiques apparaissant vers deux à trois mois

### Biologie
- Concentration basse du cuivre et de la céruloplasmine
- Étude du métabolisme du cuivre par culture de fibroblastes

### Génétique
- Plusieurs techniques génétiques permettent de mettre en évidence une mutation  (80 % des cas) ou une délétion (20 % des cas).

### Diagnostic différentiel
- Maladie de Wilson

## Traitement symptomatique
Le traitement symptomatique précoce consiste à injecter un chélate cuivre-histidine en sous-cutané,. Cependant le cuivre ainsi administré a tendance à s'accumuler dans les reins des patients et occasionner des insuffisances rénales secondaires. Une administration conjointe de disulfirame, prometteuse pour atteindre préférentiellement les organes-cibles, cerveau notamment, est à l'étude chez les animaux de laboratoire,.

## Conseil génétique

### Mode de transmission
Transmission récessive liée à l'X

### Diagnostic prénatal
Si la mutation parentale est connue, le diagnostic prénatal est possible.